# Орден Монтеси

Хрест ордену Монтеси

Орден Монт́еси (араб. Orden de Montesa, кат. Ordre de Montesa, ісп. Orden de Montesa) — католицький військово-чернечий орден, заснований у 1357 році в Арагонському королівстві (на території сучасної Іспанії). 15 березня 1587 року орден був приєднаний папською буллою до корони. Це один з чотирьох найбільших іспанських військових орденів, інші три — Сантьяго, Калатрава і Алькантара.

## Заснування

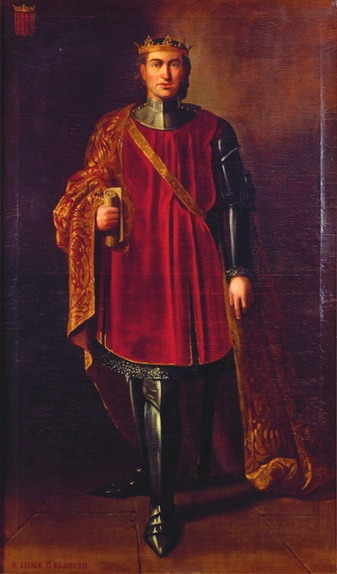
Хайме II Справедливий, засновник ордену

Орден Монтеси був утворений папською буллою від 10 червня 1317 року, але дійсним засновником і творцем ордену був король Арагона Хайме II, який поступився арагонським тамплієрам замком Монтеса, розташованим на кордоні з сарацинами.
Спочатку орден мав немало труднощів. Згідно з папською буллою, магістрові Калатрави належало займатися організацією нового ордену, зокрема озброювати і одягати лицарів. Але магістр не поспішав виділяти гроші на оснащення нових лицарів. Король Хайме написав магістрові Калатрави лист, просячи поквапитися з виконанням булли Іоанна XXII, але не був навіть удостоєний відповіді. Орден Калатрави знаходився під заступництвом короля Кастилії і відповідно не був зацікавлений в зміцненні сусідньої держави.
Король Арагона звернувся до папи для того, щоб він поквапив неслухняного магістра. Понтифік зобов'язав зайнятися оснащенням ордену архієпископа Валенсії. Той відправив до Кастилії на пошуки магістра Калатрави абата монастиря Сеньйора Нуестра Беніфаса, із ордену цистеріанцев. Цей прелат знайшов магістра в місті Мартос.
У відповідь на докори абата, він відповів, що до Валенсії не поїде, оскільки король довірив йому охорону кордону. Коли ж абат запитав про листи короля Хайме, то магістр заявив, що він чоловік меча, а не пера, і виконував волю папи, вбиваючи маврів, а не втрачаючи час на створення нового військового ордену. Після бурхливих дебатів магістр поступився і абат повернувся до Валенсії з одним з прокураторів Калатрави, доном Гонсало Гомесом.

## Магістри ордену
Першим магістром нового ордену став дон Гільєрмо де Еріл, людина вже похилого віку, але досвідчений у військових справах. Через сімдесят днів після свого обрання він помер.
Другим магістром був дон Арнальдо де Солер, який також не залишив сліду в щойно створеному ордені. Третім був дон Педро де Тоус, що мав славу відмінного воїна й поганого ченця.

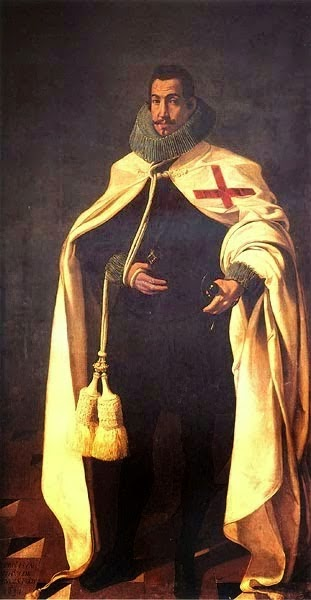
Дон Феліпе Вівес де Каманьяс, магістр ордену Монтеси

Після нього магістром став Альберто де Тоус, вірний сподвижник короля Арагона, дона Педро Церемонного. Король доручив магістрові Монтеси подавити повстання у Валенсії, що суперечило статуту ордену, якому належало займатися боротьбою з невірними. Дон Альберто з лицарями впорався з дорученням короля і своєю жорстокістю викликав жах у сучасників. Під час страт він застосував таку практику: великий дзвін, який використовували для збору повстанці, плавили, а рідку бронзу заливали в горло керівникам повстання.
Восьмий магістр, дон Луіс Деспуїг, завоював для Арагонської корони Неаполітанське королівство. Дев'ятого магістра, дона Феліпе Віваса де Каманьяса, отруїли невідомою отрутою.

## Військова діяльність ордену
Орден Монтеси перетворився на головну військову силу корони. Королі стали брати активну участь у виборах магістрів.
Після смерті Деспуїга в ордені вибрали новим магістром дона Феліпе Віваса де Каманьяса, але король Фернандо Католик нав'язав ордену нового керівника, дона Феліпе Арагонського і Наваррського, свого племінника.
Під час завершальної війни з Гранадою лицарі Монтеси відзначилися в багатьох боях. Вони очистили від маврів Веру. Потім була перемога у Мухакара, поблизу Картахени.
У грудні 1488 року магістр з своїми лицарями атакував Басу, але війська маврів, що знаходилися в місті, виявилися численнішими за християнські. Після жорстоких вуличних боїв дон Феліпе дав команду відступати з міста, але багато лицарів, заблукавши в арабських кварталах, загинули. Магістрові вдалося вирватися з міста, але він тут же був убитий пострілом з аркебузи. Дону Феліпе тоді було тридцять два роки.
Останній магістр, дон Педро Луіс Гарсеран де Борха, був вибраний в сімнадцять років. Через певний час він відмовився від сану магістра на користь короля, просячи у понтифіка приєднати орден Монтеси до корони. Булла Сикста V, відправлена з Риму 15 березня 1587 року, оголошувала про приєднання ордену до корони.